# Hemilissa catapotia
Hemilissa catapotia là một loài bọ cánh cứng trong họ Cerambycidae.